# Севаст
Севаст (греч.: σεβαστός «почтенный») — термин, использующийся в работах греческих авторов для обозначения латинского титула август. Для женщин применялся титул «севаста». С конца XI века и в течение всего Комниновского периода этот термин вместе с производными от него, например севастократор, сформировал основу новой системы титулов Византийской империи.

## История
Термин использовался на Эллинистическом Востоке в качестве титула римских императоров от I века и далее.
После принятия термина василевс в качестве основного императорского титула в VII веке эпитет вышел из употребления, но был возрожден в середине XI века в женской форме «севаста» императором Константином IX Мономахом для своей любовницы. После этого титул стали присваивать знати в качестве знака благоволения византийских императоров: в том числе Баграту IV, Георгию II Грузинскому и будущему императору Алексею I Комнину. Когда последний вступил на престол в 1081 году, он начал реорганизацию старой системы званий для знати, используя термин «севаст» в качестве основы для нового списка титулов, который в первую очередь говорил бы о фамильной близости его носителя к императору. Такое использование титулатуры приблизило императорских родственников к верхушке придворной иерархии и сделало их, по словам историка Пола Магдалино, «скорее партнерами императорской власти, чем её исполнителями». Французским ученым Стьерноном было подсчитано, что более 90 % севастов были представителями правящей династии.
В XII веке в Византии севасты были разделены на две группы. Одной стали представители разных аристократических семей, породнившихся с императором с помощью брака с его родственницами. Таким образом сформировался верхний слой класса севастов. Титул был также присвоен иностранным правителям и распространился на соседние государства под византийским влиянием, как Болгария, где севастом был глава административного района, или Сербия, где этот титул использовался по отношению к различным должностным лицам. Например известно, что титул севаста был присвоен правителю Киликийской Армении Торосу II.
В самой Византии севасты потеряли свою значимость в конце XII века, а в последующие века ими стали называться командующие народными подразделениями.
По Э. Пильтц, иерархия архонтов в эпоху Палеологов делится на три класса, и севасты принадлежат к последнему (77 из 80). В «Трактате о должностях» Псевдо-Кодина чиновники рангом ниже 49-й ступеньки иерархической лестницы, к которым относятся севасты, не разделены автором на какие-либо группы. И также из восьмидесяти чинов у двадцати семи, включая севастов, либо не было службы, либо она не известна. Чем ниже была эта ступень в иерархической лестнице, тем чаще она не связывалась с какой-либо службой.